# Kanadische Badmintonmeisterschaft 1956
Die Kanadische Badmintonmeisterschaft 1956 fand Anfang März 1956 in Calgary statt.

## Finalresultate
| Disziplin    | Sieger                         | Finalist                  | Ergebnis           |
| ------------ | ------------------------------ | ------------------------- | ------------------ |
| Herreneinzel | David McTaggart                | Beverley Westcott         | 15-8, 15-10        |
| Dameneinzel  | Jean Miller                    | Kae Grant                 | 6-11, 12-11, 12-11 |
| Herrendoppel | Beverley Westcott Bill Purcell | Jack Ewbank John Carter   | 15-7, 15-7         |
| Damendoppel  | Marjory Shedd Joan Hennessy    | Jean Bardsley Lois Reid   | 15-5, 15-6         |
| Mixed        | Bill Purcell Marjory Shedd     | Martin Semple Jean Miller | 15-5, 15-6         |